# Minuartia subuniflora
Minuartia subuniflora är en nejlikväxtart som först beskrevs av Alboff, och fick sitt nu gällande namn av Jurij Nikolajevitj Voronov och Grossheim. Minuartia subuniflora ingår i släktet nörlar, och familjen nejlikväxter. Inga underarter finns listade i Catalogue of Life.